# Dein Gesicht
 Dein Gesicht ist das siebte Studioalbum von Peter Maffay. Das Album ist dem Pop & Deutschrock zuzuordnen.

## Coverartwork
Das Foto wurde von Roland Schmidt erstellt.

## Titelliste
Die Lieder wurden von Peter Maffay (1, 3 – 12); Christian Heilburg (aka Gregor Rottschalk) (1 – 12) und Kim Carnes (2) komponiert.
1. Ich weiß, daß ich nichts weiß – 5:18
2. Alles, was du lieben kannst – 3:44 (Cover von Kim Carnes: All He Did Was Tell Me Lies (To Try To Woo Me))
3. Erkenntnis – 4:53
4. Sie war nur ein Wintermärchen – 3:50
5. Es macht mir Spaß – 2:44
6. Dein Gesicht – 3:23
7. Andy – Träume sterben jung – 4:58
8. Sonntag Morgen – 4:10
9. Mit siebzehn – 5:48
10. Der kleine Mann – 2:59
11. Einsam und glücklich – 3:29
12. Flucht bei Nacht – 4:10

## Erfolg
Andy – Träume sterben jung wurde als Single herausgebracht. Der Song hatte keinen kommerziellen Erfolg. Die ebenfalls 1977 veröffentlichte Single Komm doch heute nacht zu mir kam bis auf Platz 30 der deutschen Charts. Das Lied war auf dem Album nicht vorhanden, es wurde später auf dem Sampler „Frei sein“ veröffentlicht. Das Album selbst erreichte Platz 38 der deutschen Charts.